# Tunelul Eiksund
Tunelul Eiksund (în norvegiană Eiksundtunnelen) este un tunel submarin din Norvegia și, ca parte a conexiunii Eiksund (norvegiană Eiksundsambandet), leagă comunele insulare Hareid, Ulstein, Sande și Herøy cu continentul în fylke Møre og Romsdal, ca parte a Fylkesvei 653.
Tunelul are 7765 m lungime și nivelul minim 287 m sub NM adâncime, fiind cel mai adânc tunel rutier din lume până la deschiderea tunelului Ryfylke în 2019. Cel mai mare gradient din tunel este de 9,6 %.
Pe lângă tunelul Eiksund, Eiksundsambandet constă și din Eiksundbrua (Podul Eiksund, 405 m), Helgehornttunnel (tunelul Helgehornt, 1160 m) și Morkaåstunnel (tunelul Morkaås, 630 m).
Tunelul Eiksund a fost deschis publicului pe 17 februarie 2008 iar pentru traficul normal de vehicule pe 23 februarie 2008. Acest lucru a însemnat, de asemenea, că circulația cu feribotul Eiksund-Rjåneset a fost întreruptă, fiind înlocuită cu tunelul Eiksund.
Taxa pentru Eiksundsambandet a fost de 76 de coroane (2012) pentru o mașină de până la 3,5 tone, ceea ce este de aproximativ 10 EUR (septembrie 2012). Plăcuțele de înmatriculare ale autovehiculului au fost înregistrate cu camere la intrarea în tunel, ceea ce a permis identificarea proprietarului vehiculului, căruia i s-a perceput apoi taxa. A existat și varianta achitării taxei în trei zile la anumite benzinării din zonă. Acest sistem de detectare a făcut posibilă circulația prin centura Eiksundsam fără oprire.
Datorită utilizării bune a capacității, costurile de construcție au fost deja acoperite de veniturile din taxe în vara anului 2014. Conexiunea Eiksund este gratuită din 14 iunie 2014.